# Сепаратор діелектричний

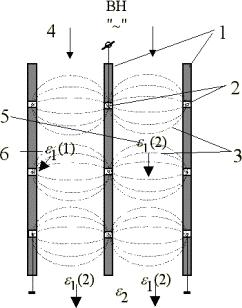
Рис. Діелектричний сепаратор щілинного типу (провідники у діелектричних пазах): 1 – діелектричні площини, 2 – провідники в пазах, 3 – силові лінії, 4 – потік частинок, які розділяються, 5 – частинки з ε1(2)< ε2, 6 - частинки з ε1(1)>ε2

Сепаратор діелектричний (рос. диэлектрический сепаратор, англ. dielectric separator, нім. dielektrischer Abscheider m, Kondensatorfeldscheider m) — електричний сепаратор в якому вихідний матеріал розділяють на компоненти за їх діелектричною проникністю в середовищі рідкого або газоподібного діелектрика, що знаходиться в електростатичному полі. 

## Опис
Діелектрична проникність середовища ε2 має проміжне значення між діелектричною проникністю мінералів, що розділяються ε1(1) і ε1(2). В основі процесу лежить дія пондеромоторних сил неоднорідного електричного поля, що виникають внаслідок поляризації частинок і середовища. Частинки, що мають діелектричну проникність ε1(1), більшу, ніж діелектрична проникність середовища ε2, рухаються в напрямку більшої напруженості поля. Частинки з меншою діелектричною проникністю ε1(2), виштовхуються із зони більшої напруженості поля.
За конструкцією розрізняють такі типи С.д.: щілинного типу; з напрямною площиною (діелектричні пластини з прорізами між плоскими електродами); з просторовим розташуванням електродів (при сепарації у повітрі). Як середовище використовують суміші: гас — нітробензол, скипидар — нітробензол, чотири хлористий вуглець — метиловий спирт, гексан — ацетон, гас — диметилформамід та ін. У ізольовані дротяні електроди подають високу напругу змінної полярності промислової частоти.
Вихідний матеріал перед електричною сепарацією, як правило, піддають підготовчим операціям (класифікація, знешламлення, сушка, термообробка при температурах до 300 оС). Найбільша ефективність процесу сепарації спостерігається при крупності частинок не більше 5 мм.
На рис. показана схема діелектричного сепаратора щілинного типу. Потік 4 частинок вихідного дисперсного матеріалу подають в неоднорідне електричне поле. Дротяні електроди 2 вмонтовані у вертикально встановлені діелектричні пластини 1. При вільному падінні у рідкому середовищі частинки мінералів з діелектричною проникністю більшою, ніж у середовища втягуються у область найбільшої напруженості поля. Частинки, які мають діелектричну проникність меншу, ніж у середовища, залишаються в області з найменшою напруженістю електричного поля і осаджуються у рідині не відхиляючись до діелектричних пластин.

## Щілинний і комбінований діелектричні сепаратори

У діелектричному щілинному сепараторі (рис.  а) для запобігання впливу вільних зарядів знаки зарядів тонких паралельних похилих циліндричних електородів чергуються як у вертикальному, так і в горизонтальному напрямку. Розділюваний матеріал подається через щілини живильника 1 в верхні шари сепаратора. Ванна 2 і збірники продуктів 4 заповнені діелектричним середовищем (метилформамід, диметилформамід, скипидар, гас та ін.).
При цьому частинки одного компоненту (з більшою діелектричною проникливістю) притягуються до електродів 3, сповзають по них до нижнього розвантажувального кінця і відводяться у відповідний збірник, а частинки іншого компоненту (з меншою діелектричною проникливістю) проходять через щілини між електродами і виводяться з поля навпроти місця їхнього завантаження.
На рис. б наведена схема комбінованого барабанного сепаратора. Зарядження частинок в сепараторі можливе в результаті застосування діелектричних середовищ з великою концентрацією полярних добавок, що приводить до збільшення провідності середовищ, в яких можливе йонне зарядження частинок.
Розділюваний матеріал подається в ванну 2 живильником 1 на обертовий барабанний електрод 5, який находиться під напругою 5,5 кВ. Над ним розташована система електродів 3 у вигляді «ялинки». Напруженість між окремими верхніми електродами і барабаном можна змінювати. Як середовище у цих сепараторах використовують суміш гасу з нітробензолом. Мінеральні частинки з діелектричною проникливістю меншою, ніж діелектрична проникливість середовища, під дією поля скидаються у ближній збірник, а мінеральні частинки з діелектричною проникливістю більшою, ніж діелектрична проникливість середовища, притягуються до барабана і розвантажуються у дальній збірник. Наявність декількох послідовно розташованих верхніх електродів забезпечує перечищення збагачуваного матеріалу.